# Beccariola subdita
Beccariola subdita es una especie de coleóptero de la familia Endomychidae.

## Distribución geográfica
Habita en la isla Ambon.